# Pałac w Ostałowicach
Pałac w Ostałowicach – pałac wybudowany około 1750 r. przez Józefa Rudnickiego. Obiekt znajdował się w parku krajobrazowym.